# Osiedle miejskie jarcewskie
Jarcewskoje (ros. Ярцевское городское поселение) – jednostka administracyjna (osiedle miejskie) wchodząca w skład rejonu jarcewskiego w оbwodzie smoleńskim w Rosji.
Centrum administracyjnym osiedla miejskiego jest miasto Jarcewo.

## Geografia
Powierzchnia osiedla miejskiego wynosi 32 km².

## Historia
Osiedle powstało na mocy uchwały obwodu smoleńskiego z 28 grudnia 2004 r., z późniejszymi zmianami – uchwała z dnia 25 maja 2017 roku.

## Demografia
W 2020 roku osiedle miejskie zamieszkiwało 42 677 osób.

## Miejscowości
W skład jednostki administracyjnej wchodzą 4 miejscowości, w tym 1 miasto (Jarcewo) i 3 dieriewnie (Dubrowo, Miłochowo, Szczekino).